# 米利西克
51°2′10″N 25°14′11″E / 51.03611°N 25.23639°E
米利西克（烏克蘭語：Мильськ），是烏克蘭的村落，位於該國西部沃倫州，由盧茨克區負責管轄，始建於1812年，面積1.9平方公里，海拔高度176米，2001年人口466，人口密度每平方公里245.13人。